# Dale Carnegie
Dale Carnegie, född 24 november 1888 i Maryville i Missouri, död 1 november 1955 i Forest Hills, var en amerikansk författare, talare och företagsledare. Han skrev böcker om och höll kurser i personlig utveckling, att vara säljare, att hålla tal, att vinna vänner och liknande ämnen. Hans företag, Dale Carnegie, håller fortfarande sådana kurser, och har expanderat till många länder, även Sverige.